# Non nova sed nove

Non nova sed nove, uneori scris cu virgulă, Non nova, sed nove este o expresie latină însemnând nu lucruri noi, ci prezentate într-o formă nouă. Într-o parafrazare mult mai directă în limba română, s-ar putea formula prin Nimic nou sub soare.
Construcția gramaticală a expresiei Non nova sed nove este foarte similară cu cea a expresiei Non multa, sed multum (cu sau fără virgulă înaintea conjucției sed, însemnând dar, ci, însă, în limba română), care se poate traduce aproximativ prin perifraza Nu mult cantitativ, ci mult calitativ, sau, mai sintetic, calitate nu cantitate.